# Gran Premio d'Azerbaigian 2017
Il Gran Premio d'Azerbaigian 2017 è stata l'ottava prova della stagione 2017 del campionato mondiale di Formula 1. La gara si è corsa domenica 25 giugno 2017 sul circuito stradale di Baku ed è stata vinta dall'australiano Daniel Ricciardo su Red Bull Racing-TAG Heuer, al suo quinto successo in carriera. Ricciardo ha preceduto sul traguardo il finlandese Valtteri Bottas su Mercedes ed il canadese Lance Stroll su Williams-Mercedes, al suo primo podio in carriera.

## Vigilia

### Sviluppi futuri
Viene pubblicata la prima bozza del calendario per la stagione 2018. Sono previsti ventuno gran premi, anche se sia il Gran Premio di Cina che quello di Singapore sono ancora soggetti a conferma. La stagione inizierebbe il 25 marzo, in Australia, e si concluderebbe il 25 novembre ad Abu Dhabi. La gara in Russia viene riportata in autunno (al fine di evitare la concomitanza con il mondiale di calcio disputato nel paese), quella d'Azerbaigian anticipata ad aprile. Vi sarebbe il rientro per i Gran Premi di Germania e Francia, e vengono previsti tre weekend di gara di fila, tra il 24 giugno e l'8 luglio. Esce dal mondiale il Gran Premio della Malesia.
Il presidente della Federazione Internazionale dell'Automobile, Jean Todt, annuncia la volontà di aprire un nuovo procedimento per la selezione di almeno due nuove scuderie da ammettere al campionato.

### Aspetti tecnici
La Pirelli, unica fornitrice di pneumatici, annuncia che per il Gran Premio fornirà coperture di mescola supersoft, soft e medium. Prima della gara la Pirelli sostituisce 13 gomme supersoft, danneggiate durante il trasporto.
La FIA stabilisce due zone dove i piloti possono attivare il Drag Reduction System: sul rettilineo dei box, e nel tratto tra la curva 2 e la curva 3. Vi è un solo punto di determinazione del distacco dei piloti, fissato alla curva 20. La Federazione chiarisce il divieto di arricchire la benzina con additivi nell'olio. Vi è il dubbio, infatti, che qualche scuderia aggiunga al lubrificante degli additivi vietati nella benzina e che ciò possa potenziare il carburante con sostanze in grado di elevare la potenza della power unit.

### Aspetti sportivi
Questa è la prima edizione del gran premio, anche se nella stagione 2016 lo stesso tracciato ospitò il Gran Premio d'Europa. Gli organizzatori del gran premio, già al termine della stagione 2016, chiesero alla FIA di potere modificare la denominazione della gara in Gran Premio d'Azerbaigian, a partire dal 2017. La Federazione ha concesso il cambiamento del nome, che così entra per la prima volta nella lista dei gran premi validi per il mondiale.
La Sauber conclude il suo contratto di collaborazione con Monisha Kaltenborn, team principal dalla fine del 2012.
A seguito dell'incidente al via del precedente Gran Premio del Canada il pilota della Scuderia Toro Rosso, Carlos Sainz Jr., è penalizzato di tre posizioni sulla griglia di partenza. I due piloti della McLaren, Stoffel Vandoorne e Fernando Alonso, sono penalizzati di 15 posizioni sulla griglia, in quanto sulle loro vetture vengono montate nuove componenti del motore.
La FIA modifica il regolamento nel punto riguardante l'esposizione delle bandiere blu nei confronti nei doppiati, che li obbliga a cedere strada agli altri piloti. Da questa gara viene nuovamente allungato il gap, entro cui i commissari saranno chiamati a esporre le bandiere blu, passando da 1" a 1"2 di distacco tra doppiato e sopraggiungente. Da inizio stagione, invece, le bandiere venivano esposte quando il gap era entro il secondo, cinque decimi in meno rispetto a quanto avveniva sino al 2016.
L'ex pilota di F1 statunitense Danny Sullivan è nominato commissario aggiunto per la gara. Ha svolto tale funzione anche in passato, l'ultima al Gran Premio del Bahrein.

## Prove

### Resoconto
Le due Red Bull Racing dominano la prima sessione di libere; Max Verstappen precede di oltre quattro decimi il compagno di team Daniel Ricciardo. A mezzo secondo dall'olandese si piazza Sebastian Vettel, che però ha affrontato la sessione montando gomme soft, e non supersoft, come invece fatto dalle vetture del team angloaustriaco. La pista risulta poco gommata, e molti piloti sono stati autori di errori di guida.
Quarto si è classificato Sergio Pérez, davanti alla due Mercedes. Il messicano è stato poi autore di un incidente senza però conseguenze fisiche. La direzione di gara, al fine di ripulire il tracciato dai detriti, ha interrotto la sessione con bandiere rosse. Per le vetture tedesche, invece, vi è un problema di messa in temperatura della gomme soft, tanto che Hamilton e Bottas (anche lui ha toccato le barriere) devono compiere due giri di riscaldamento, prima di cercare il tempo. Lo stesso problema si verifica sulla vettura di Kimi Räikkönen.
Max Verstappen si conferma il più rapido, anche nella seconda sessione. Al pomeriggio al secondo posto si piazza, staccato di un decimo, Valtteri Bottas, che precede l'altro pilota della Red Bull Daniel Ricciardo. Verstappen, nell'ultimo tentativo, è andato anche contro le barriere, provocando gravi danni alla monoposto. Le Ferrari hanno chiuso con il quarto e quinto tempo, dimostrando competitività sul long run, mentre Lewis Hamilton ha ottenuto solo il decimo tempo. Le Mercedes hanno evidenziato ancora problemi con la temperatura degli pneumatici, e Hamilton è stato autore di diversi errori di guida.
La sessione è stata interrotta due volte: oltre che per l'incidente di Verstappen anche per uno di Jolyon Palmer, finito contro il muretto nello stesso punto dell'incidente di Pérez.
Al termine della prima giornata di prove viene modificato il disegno della chicane prima della Torre, rendendo la pista meno sinuosa. In quel punto vi erano stati gli incidenti di Palmer e Pérez. La McLaren sostituisce altre componenti della power unit, sia sulla vettura di Alonso che su quella di Vandoorne. Il primo totalizza quaranta posizioni di penalità, mentre il belga è penalizzato di trenta.
Nella sessione del sabato il più veloce è Valtteri Bottas, che precede, per meno di un decimo, il connazionale Kimi Räikkönen, che, a sua volta, precede l'altro pilota della Mercedes Lewis Hamilton. Grazie anche alla modifica della chicane il finlandese ha ottenuto il record della pista. Sebastian Vettel ha chiuso colo dodicesimo tempo, rallentato da una perdita d'acqua del motore della sua vettura. Anche Verstappen ha subito un problema al cambio, che lo ha limitato nella sessione. Sulla Renault di Jolyon Palmer si è verificato un incendio, tanto che il pilota inglese ha potuto effettuare solo pochissimi giri.
Prima delle qualifiche la Ferrari sostituisce la power unit sulla vettura di Vettel dopo il problema nelle ultime libere.

### Risultati
Nella prima sessione del venerdì si è avuta questa situazione:
| Pos | Nº | Pilota           | Costruttore               | Tempo    | Gap    | Giri |
| --- | -- | ---------------- | ------------------------- | -------- | ------ | ---- |
| 1   | 33 | Max Verstappen   | Red Bull Racing-TAG Heuer | 1'44"410 |        | 19   |
| 2   | 3  | Daniel Ricciardo | Red Bull Racing-TAG Heuer | 1'44"880 | +0"470 | 22   |
| 3   | 5  | Sebastian Vettel | Ferrari                   | 1'44"967 | +0"557 | 20   |

Nella seconda sessione del venerdì si è avuta questa situazione:
| Pos | Nº | Pilota           | Costruttore               | Tempo    | Gap    | Giri |
| --- | -- | ---------------- | ------------------------- | -------- | ------ | ---- |
| 1   | 33 | Max Verstappen   | Red Bull Racing-TAG Heuer | 1'43"362 |        | 36   |
| 2   | 77 | Valtteri Bottas  | Mercedes                  | 1'43"462 | +0"100 | 32   |
| 3   | 3  | Daniel Ricciardo | Red Bull Racing-TAG Heuer | 1'43"473 | +0"111 | 34   |

Nella sessione del sabato si è avuta questa situazione:
| Pos | Nº | Pilota          | Costruttore | Tempo    | Gap    | Giri |
| --- | -- | --------------- | ----------- | -------- | ------ | ---- |
| 1   | 77 | Valtteri Bottas | Mercedes    | 1'42"742 |        | 21   |
| 2   | 7  | Kimi Räikkönen  | Ferrari     | 1'42"837 | +0"095 | 14   |
| 3   | 44 | Lewis Hamilton  | Mercedes    | 1'43"158 | +0"416 | 23   |

## Qualifiche

### Resoconto
La Renault di Jolyon Palmer non viene riparata a tempo, per cui il pilota britannico non prende parte alle prove. Anche nella prima fase di queste qualifiche diversi piloti, a causa dello sporco sulla pista, sono vittime di errori e sfioramenti con i muretti della pista.
La testa della classifica della manche cambia diverse volte padrone, fino al tempo di Lewis Hamilton, che è anche l'unico capace di scendere sotto il minuto e quarantadue secondi. Vengono eliminati, al termine della fase, i due piloti della McLaren, poi Marcus Ericsson e Romain Grosjean.
Nella seconda fase Lewis Hamilton si conferma ancora il più rapido, facendo segnare un tempo sotto il minuto e quarantuno. Nel corso della Q2 Felipe Massa dimostra diverse difficoltà con la sua monoposto. Valtteri Bottas, solo all'ultimo tentativo, riesce a inserirsi al secondo posto dietro al compagno di team. Vengono eliminati i due piloti della Scuderia Toro Rosso, quindi Nico Hülkenberg, Pascal Wehrlein e Kevin Magnussen.
Nella fase finale Bottas si porta al comando, mentre Hamilton, che ha commesso un errore nel primo tentativo, è secondo. Vettel è solo quinto a causa di un testacoda. Hamilton soffre di vibrazioni alla sua monoposto e poco dopo Daniel Ricciardo abbandona le qualifiche a causa di un errore di guida che lo porta a toccare le barriere e a rovinare la sua Red Bull. La sessione viene interrotta, per permettere ai commissari di spostare, senza pericoli, la monoposto. Riprende quando mancano poco più di tre minuti e mezzo alla bandiera a scacchi: i piloti tentano per un ultimo giro veloce, senza però potere effettuare due giri di lancio, come molti avevano fatto fino a quel momento. Lewis Hamilton strappa la pole position a Bottas, mentre la seconda fila è tutta della Ferrari.

### Risultati
Nella sessione di qualifica si è avuta questa situazione:
| Pos                         | Nº | Pilota            | Costruttore               | Q1       | Q2       | Q3       | Griglia |
| --------------------------- | -- | ----------------- | ------------------------- | -------- | -------- | -------- | ------- |
| 1                           | 44 | Lewis Hamilton    | Mercedes                  | 1'41"983 | 1'41"275 | 1'40"593 | 1       |
| 2                           | 77 | Valtteri Bottas   | Mercedes                  | 1'43"026 | 1'41"502 | 1'41"027 | 2       |
| 3                           | 7  | Kimi Räikkönen    | Ferrari                   | 1'42"678 | 1'42"090 | 1'41"693 | 3       |
| 4                           | 5  | Sebastian Vettel  | Ferrari                   | 1'42"952 | 1'41"911 | 1'41"841 | 4       |
| 5                           | 33 | Max Verstappen    | Red Bull Racing-TAG Heuer | 1'42"544 | 1'41"961 | 1'41"879 | 5       |
| 6                           | 11 | Sergio Pérez      | Force India-Mercedes      | 1'43"162 | 1'42"467 | 1'42"111 | 6       |
| 7                           | 31 | Esteban Ocon      | Force India-Mercedes      | 1'43"051 | 1'42"751 | 1'42"186 | 7       |
| 8                           | 18 | Lance Stroll      | Williams-Mercedes         | 1'43"613 | 1'42"284 | 1'42"753 | 8       |
| 9                           | 19 | Felipe Massa      | Williams-Mercedes         | 1'43"165 | 1'42"735 | 1'42"798 | 9       |
| 10                          | 3  | Daniel Ricciardo  | Red Bull Racing-TAG Heuer | 1'42"857 | 1'42"215 | 1'43"414 | 10      |
| 11                          | 26 | Daniil Kvjat      | Toro Rosso                | 1'42"927 | 1'43"186 | N.D.     | 11      |
| 12                          | 55 | Carlos Sainz Jr.  | Toro Rosso                | 1'43"489 | 1'43"347 | N.D.     | 15      |
| 13                          | 20 | Kevin Magnussen   | Haas-Ferrari              | 1'44"029 | 1'43"796 | N.D.     | 12      |
| 14                          | 27 | Nico Hülkenberg   | Renault                   | 1'43"930 | 1'44"267 | N.D.     | 13      |
| 15                          | 94 | Pascal Wehrlein   | Sauber-Ferrari            | 1'44"317 | 1'44"603 | N.D.     | 14      |
| 16                          | 14 | Fernando Alonso   | McLaren-Honda             | 1'44"334 | N.D.     | N.D.     | 19      |
| 17                          | 8  | Romain Grosjean   | Haas-Ferrari              | 1'44"468 | N.D.     | N.D.     | 16      |
| 18                          | 9  | Marcus Ericsson   | Sauber-Ferrari            | 1'44"795 | N.D.     | N.D.     | 17      |
| 19                          | 2  | Stoffel Vandoorne | McLaren-Honda             | 1'45"030 | N.D.     | N.D.     | 18      |
| Tempo limite 107%: 1'49"121 |    |                   |                           |          |          |          |         |
| NQ                          | 30 | Jolyon Palmer     | Renault                   | N.D.     | N.D.     | N.D.     | 20      |

In grassetto sono indicate le migliori prestazioni in Q1, Q2 e Q3.

## Gara

### Resoconto
Al via Lewis Hamilton prende il comando, seguito da Sebastian Vettel che sfrutta l'incidente tra i due finlandesi Valtteri Bottas e Kimi Räikkönen. Seguono, dietro ai primi due, Sergio Pérez, Max Verstappen, lo stesso Räikkönen, poi Felipe Massa, Esteban Ocon e Lance Stroll. Bottas si ferma per cambiare il musetto, e rientra ultimo, doppiato, a causa del giro lento che ha dovuto compiere, con una gomma danneggiata, per rientrare ai box.
Al quinto giro Ricciardo si ferma e monta gomme soft. Al giro 12 la direzione di gara invia in pista la vettura di sicurezza, per permettere la rimozione della STR di Daniil Kvjat, ferma in un punto pericoloso, per un problema tecnico. Nello stesso giro c'è il ritiro di Verstappen. Approfitta della situazione Bottas, che monta gomme nuove, e ancora Ricciardo, per una seconda sosta. Dopo il periodo di Safety Car Valtteri Bottas si è riaccodato al gruppo.
Al giro 17 la gara riprende, ma viene subito interrotta, nuovamente, per la necessità di ripulire il tracciato dei molti detriti, presenti a causa dei diversi contatti avvenuti nei primi giri. Nel frattempo Räikkönen, che guida una vettura danneggiata, viene passato da Massa e Ocon. In regime di safety car, intanto, Vettel, secondo, tampona Hamilton, che aveva rallentato in un tratto di accelerazione, per poi affiancarsi alla sua Mercedes, e colpirlo, con la gomma anteriore destra.
Alla nuova ripartenza Sergio Pérez cerca di sorprendere Vettel, ma viene passato dal tedesco alla prima curva. Subito dopo vi è un contatto di Pérez con il suo compagno di team, Esteban Ocon. La safety Car viene ancora rimandata in pista, per i nuovi detriti presenti, mentre Kimi Räikkönen si ferma ai box per una foratura. Anche le due Force India sono costrette a fermarsi per riparare i danni provocati dalla loro collisione. La gara cerca di ricominciare, ma i piloti chiedono via radio l'esposizione della bandiera rossa, che interrompa la gara, per pulire definitivamente il tracciato. Ciò avviene al giro 21. Durante la sosta la Ferrari sostituisce il musetto sulla vettura di Sebastian Vettel, e sono sottoposte a riparazioni anche le vetture di Pérez e Kimi Räikkönen.
La gara riprende, ancora dietro la vettura di sicurezza, con Lewis Hamilton primo, seguito da Sebastian Vettel, poi Daniel Ricciardo che ha passato Lance Stroll, e Felipe Massa. Il brasiliano è passato anche da Nico Hülkenberg e dallo stesso Stroll, oltre che da Magnussen e Alonso. Massa si ritira poco dopo. Kimi Räikkönen riprende la pista ultimo, mentre Bottas è tredicesimo. Hülkenberg abbandona, poco dopo, per avere colpito un muretto e danneggiato una sospensione; Sale così quinto Magnussen, davanti ad Alonso sesto.
Hamilton soffre per il distacco della protezione alla testa, fissata sulla sua monoposto; il britannico è costretto a tenerla ferma, staccando una mano dal volante. Al trentaduesimo giro il britannico si ferma ai box, per la sostituzione dell'apparato. Passa in testa Sebastian Vettel, che però è penalizzato con uno stop&go di dieci secondi per la manovra effettuata su Hamilton in regime di safety car. Al giro 33 Ocon passa Alonso; lo spagnolo cede, dopo un giro, anche a Bottas.
Dopo avere scontato la punizione il tedesco rientra in pista settimo, davanti a Hamilton. Daniel Ricciardo, che nelle fasi iniziali della gara si era trovato diciassettesimo, è ora primo, davanti a Lance Stroll, Kevin Magnussen, Esteban Ocon, Valtteri Bottas, Fernando Alonso, e il duo Vettel-Hamilton.
Questi ultimi due autori di una veloce rimonta; passano Alonso al giro 36, poi dopo tre giri Magnussen, che aveva ceduto strada ad altri piloti. Ocon è passato tra il giro 42 e il giro 43, mentre Valtteri Bottas è invece terzo.
L'australiano Daniel Ricciardo vince per la quinta volta in carriera, la quarantesima, per un pilota della sua nazione. Proprio sulla linea d'arrivo Bottas artiglia la seconda posizione ai danni di Stroll, che conquista il suo primo podio in F1, il secondo pilota più giovane nella storia del mondiale, con 18 anni, 7 mesi e 27 giorni. Stroll è anche il primo canadese a podio dopo Jacques Villeneuve nel Gran Premio di Germania 2001. Vettel chiude quarto davanti a un arrembante Hamilton, che però resta quinto. Primi punti in stagione per la McLaren.

### Risultati
I risultati del Gran Premio sono i seguenti:
| Pos | Nº | Pilota            | Costruttore               | Giri | Tempo/Ritiro        | Griglia | Punti |
| --- | -- | ----------------- | ------------------------- | ---- | ------------------- | ------- | ----- |
| 1   | 3  | Daniel Ricciardo  | Red Bull Racing-TAG Heuer | 51   | 2h03'55"573         | 10      | 25    |
| 2   | 77 | Valtteri Bottas   | Mercedes                  | 51   | +3"904              | 2       | 18    |
| 3   | 18 | Lance Stroll      | Williams-Mercedes         | 51   | +4"009              | 8       | 15    |
| 4   | 5  | Sebastian Vettel  | Ferrari                   | 51   | +5"976              | 4       | 12    |
| 5   | 44 | Lewis Hamilton    | Mercedes                  | 51   | +6"188              | 1       | 10    |
| 6   | 31 | Esteban Ocon      | Force India-Mercedes      | 51   | +30"298             | 7       | 8     |
| 7   | 20 | Kevin Magnussen   | Haas-Ferrari              | 51   | +41"753             | 12      | 6     |
| 8   | 55 | Carlos Sainz Jr.  | Toro Rosso                | 51   | +49"400             | 15      | 4     |
| 9   | 14 | Fernando Alonso   | McLaren-Honda             | 51   | +59"551             | 19      | 2     |
| 10  | 94 | Pascal Wehrlein   | Sauber-Ferrari            | 51   | +1'29"093           | 14      | 1     |
| 11  | 9  | Marcus Ericsson   | Sauber-Ferrari            | 51   | +1'31"794           | 17      |       |
| 12  | 2  | Stoffel Vandoorne | McLaren-Honda             | 51   | +1'32"160           | 18      |       |
| 13  | 8  | Romain Grosjean   | Haas-Ferrari              | 50   | +1 giro             | 16      |       |
| 14  | 7  | Kimi Räikkönen    | Ferrari                   | 46   | Danni da incidente  | 3       |       |
| Rit | 11 | Sergio Pérez      | Force India-Mercedes      | 39   | Danni da incidente  | 6       |       |
| Rit | 19 | Felipe Massa      | Williams-Mercedes         | 25   | Sospensione         | 9       |       |
| Rit | 27 | Nico Hülkenberg   | Renault                   | 24   | Incidente           | 13      |       |
| Rit | 33 | Max Verstappen    | Red Bull Racing-TAG Heuer | 12   | Pressione dell'olio | 5       |       |
| Rit | 26 | Daniil Kvjat      | Toro Rosso                | 9    | Elettronica         | 11      |       |
| Rit | 30 | Jolyon Palmer     | Renault                   | 7    | Motore              | 20      |       |

## Classifiche mondiali

### Piloti
| Pos | Pilota           | Punti |
| --- | ---------------- | ----- |
| 1   | Sebastian Vettel | 153   |
| 2   | Lewis Hamilton   | 139   |
| 3   | Valtteri Bottas  | 111   |
| 4   | Daniel Ricciardo | 92    |
| 5   | Kimi Räikkönen   | 73    |
| 6   | Max Verstappen   | 45    |
| 7   | Sergio Pérez     | 44    |
| 8   | Esteban Ocon     | 35    |
| 9   | Carlos Sainz Jr. | 29    |
| 10  | Felipe Massa     | 20    |
| 11  | Nico Hülkenberg  | 18    |
| 12  | Lance Stroll     | 17    |
| 13  | Kevin Magnussen  | 11    |
| 14  | Romain Grosjean  | 10    |
| 15  | Pascal Wehrlein  | 5     |
| 16  | Daniil Kvjat     | 4     |
| 17  | Fernando Alonso  | 2     |

### Costruttori
| Pos | Costruttore          | Punti |
| --- | -------------------- | ----- |
| 1   | Mercedes             | 250   |
| 2   | Ferrari              | 226   |
| 3   | Red Bull-TAG Heuer   | 137   |
| 4   | Force India-Mercedes | 79    |
| 5   | Williams-Mercedes    | 37    |
| 6   | Toro Rosso           | 33    |
| 7   | Haas-Ferrari         | 21    |
| 8   | Renault              | 18    |
| 9   | Sauber-Ferrari       | 5     |
| 10  | McLaren-Honda        | 2     |

## Decisioni della FIA
A seguito dell'incidente con Hamilton, Sebastian Vettel, oltre allo stop&go di dieci secondi ricevuto in gara, è stato penalizzato di tre punti sulla Superlicenza. Avendo già subito una decurtazione di nove punti in un anno solare, qualora nel successivo Gran Premio d'Austria dovesse perdere anche i tre punti rimasti, verrebbe sanzionato con l'esclusione da una gara.
Successivamente la Federazione decide di aprire un nuovo procedimento disciplinare nei confronti del pilota tedesco, la cui udienza si tiene il 3 luglio. Nel corso dell'incontro, il pilota tedesco si è scusato per l'episodio, venendo poi coinvolto in iniziative per la sicurezza stradale che la FIA organizza.

## Polemiche dopo la gara
Il comportamento di Sebastian Vettel è stato duramente criticato da Lewis Hamilton, che lo ha definito non adeguato per un quattro volte campione del mondo. Il vicecampione del mondo ha anche attribuito al tedesco la colpa per il tamponamento, da cui poi è scaturita la reazione di Vettel. Vettel ha invece lamentato la mancanza di una punizione per il comportamento di Hamilton che, a suo dire, ha innescato il tamponamento. L'ex pilota di F1 e spesso commissario nei gran premi, Emanuele Pirro, ha stigmatizzato il comportamento di Vettel, mentre ha giudicato nei limiti la guida di Hamilton. L'ex campione del mondo di F1 Jackie Stewart ha invece, almeno in parte, giustificato Vettel, attribuendo a Hamilton un comportamento non corretto dietro alla safety car. Anche l'ex patron della F1 Bernie Ecclestone ha preso le difese di Vettel.
In Force India i due piloti vengono convocati dalla direzione della scuderia per regolare il comportamento in pista, visti gli incidenti avvenuti nelle ultime gare.